# 南北線 (札幌市營地下鐵)
南北線（日语：／ Namboku sen */?）是日本北海道札幌市營地下鐵的首條路線，來往札幌市北區麻生和南區真駒內。南北線是一個膠輪路軌系統，全線列車均使用橡膠車輪，路軌則採用中央引導軌道方式。路線的代表顏色為綠色，編號是“N”。
南北線的正式名稱為「札幌市高速電車南北線」，這是因為初期計畫時，中島公園以南路段和北12條（一說為北24條）以北路段均為高架路段，但其後更改計畫，現在全線大部分均為地下路段，只有平岸至真駒內路段為高架路段（詳細請參閱地面路段一段）。

## 路線資料
- 路線距離（營業距離）：14.3公里
- 站數：16個（包括起終點站）
- 複線路段：全線
- 電氣化路段：全線（直流電750V、第三軌供電）
- 閉塞方式：車內信號式（ATO）
- 地面路段：平岸站－真駒內站間

## 歷史
- 1971年（昭和46年）12月16日：北24條至真駒內（12.1km）一段開業，使用車輛1000型（後改型號為2000型）於同日投入服務。當時是札幌冬季奧運會舉行前一個月半。
- 1978年（昭和53年）3月16日：北24條至麻生的延線（2.2km）開業。全線車輛統一延長至8輛編組。
- 1978年（昭和53年）10月1日：3000型列車在本線投入服務。
- 1994年（平成6年）10月14日：靈園前站更名為南平岸站。
- 1995年（平成7年）9月：北海道首種4門鐵路車輛——5000型在本線投入服務。
- 1999年（平成11年）6月27日：2000型（1000型）車輛全線退役。
- 2008年（平成20年）8月18日：札幌市營地下鐵首次引入女性專用車廂制度進行試驗。實驗於9月12日完成[1]。
- 2008年（平成20年）12月15日：設立「女性和兒童的安心車廂」[1]。
- 2009年（平成21年）1月30日：札幌市交通局發行專用智能卡「SAPICA」，可在札幌市營地下鐵使用。
- 2013年（平成25年）3月20日：全線完成安裝月台閘門的工程。

## 高架路段
為了節省建築成本，南北線平岸至真駒內路段在原定山溪鐵道的路線建設高架路段而成。為了防止冬季大雪影響南北線的營運和避免沿線居民受噪音騷擾，所有高架路段均安裝鋁合金製屏障，為世界上首次採用的設計，並成為札幌市營地下鐵的特徵。在決定安裝屏障前，札幌市交通局曾考慮開發除雪用車輛和在軌道上加裝發熱線以融解積雪。
但經過長年累月的使用，屏障開始老化。此外，為了避免日間融化的積雪掉下擊傷在地面行駛的車輛，每天深夜須以人手清理屏障頂部的積雪。另外，鋁合金製屏障影響附近樓宇接收電視和電台的訊號。札幌市交通局在該區設置電視和電台天線，供該區使用。但電視訊號正逐漸改為數碼地面廣播訊號傳送，預定札幌市交通局將會更改天線，以對應數碼訊號。

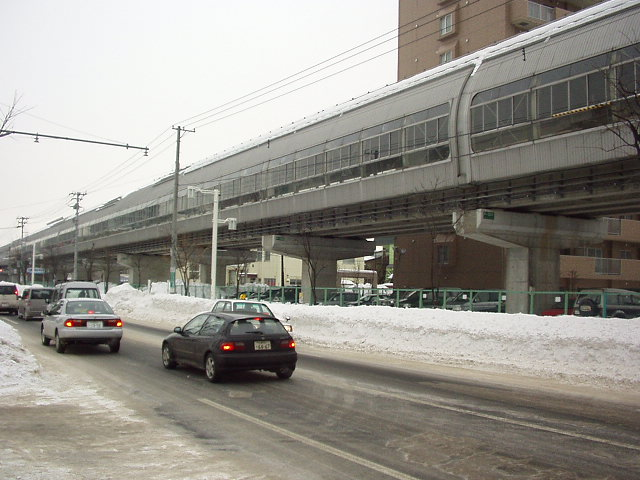
高架路段的屏障（攝於2004年1月）
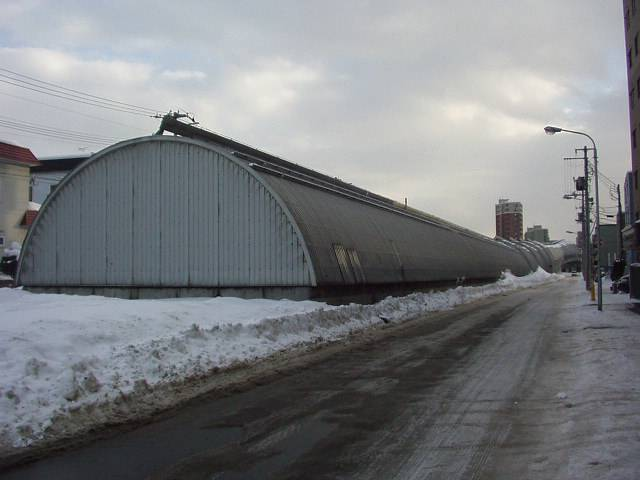
地底路段升上地面的位置（攝於2004年2月）
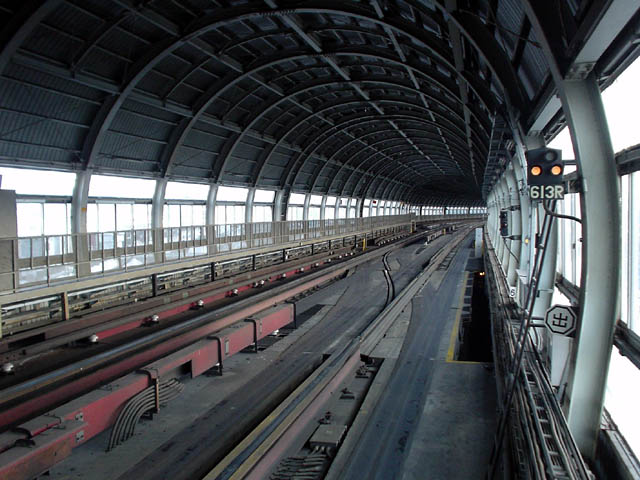
屏障內部，圖中為自衛隊前車站的站前波口（攝於2005年4月）

## 使用車輛

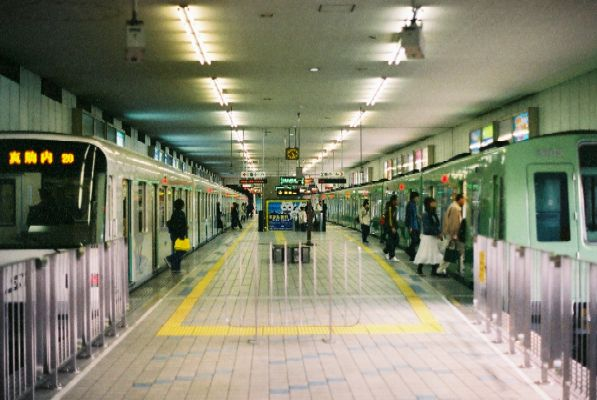
3000型（右）和5000型（2006年5月攝於真駒內站）

南北線全線共有20列120辆（2012年3月25日）列車服務：
- 5000型：北海道首種4門設計的鐵路車輛，現在有20列6輛編組列車服務。

### 退役車輛
- 2000型：1999年6月27日全面退役。初期為2輛（1000型）或4輛編組，其後統一延長為8輛編組，並統一型號。高峰期有20列8輛編組列車[3]服務。
- 3000型： 2012年3月25日全面退役。4列8輛編組列車[3]已停止服務，最多有5列8輛編組列車服務。

### 所屬車輛基地
南北線專屬車輛基地為南車輛基地，位於自衛隊前車站東南偏南方向，和南北線本線非常接近。南車輛基地為地面車輛基地，負責維護南北線全線20列5000型列車。

## 運作方式
南北線大部分班次均停線內所有車站，只有部分回廠列車以自衛隊前為終點站。以前曾有從自衛隊前開往麻生的班次，現在則只有從麻生開往自衛隊前的班次。至於從南車輛基地駛出，前往麻生的班次，現在需先於自衛隊前站折返前往真駒內站，到達後才正式開始服務。其他回廠列車則在到達真駒內站後，經自衛隊前站折返前往南車輛基地。
班次方面，早上繁忙時間每3至4分鐘一班，傍晚繁忙時間每5至6分鐘一班，非繁忙時間每6至7分鐘一班。

### 女性專用車廂制度
札幌市營地下鐵的女性專用車廂稱為「女性和兒童的安心車廂」，於2008年12月15日在南北線正式投入服務，是最早開設女性專用車廂的札幌市營地下鐵路線。車廂設於往真駒內方向的車頭（1號車廂），容許「女性」、「小學六年級以下的男孩」和「殘疾人士和其保母」乘坐，但非強制性。「女性和兒童的安心車廂」的實施時間在平日首班列車至早上9時，9時後所有列車同時解除限制。
由於車門數目不同，南北線兩款列車中「女性和兒童的安心車廂」的登車位置也有少許分別。往麻生方向時，3000型列車需在綠色15、16號門登車，5000型列車則在藍色21－24號門。往真駒內方向時，3000型列車需在綠色1、2號門登車，5000型列車則在藍色1－4號門。

### 乘車人數
根據札幌市交通局的調查，2006年度每日平均有237,351人使用南北線（換乘南北線的乘客除外），比2005年度上升0.4%。如計算換乘南北線的乘客，乘客人數可達285,344人。
2007年度南北線的營業系數為62.12，是少數錄得營利的日本公營地下鐵路線。

## 車站列表
- 路線距離以北24條車站為起點計算。

| 車站編號 | 中文站名 | 日文站名 | 英文站名 | 站間距離 | 北24條起計 營業距離 | 接續路線                                                                     | 站體型式 | 所在地 |
| -------- | -------- | -------- | -------- | -------- | ------------------- | ---------------------------------------------------------------------------- | -------- | ------ |
| N01      | 麻生     |          |          | -        | 2.2                 | 北海道旅客鐵道：札沼線 …新琴似（G05）                                        | 地下     | 北區   |
| N02      | 北34條   |          |          | 1.0      | 1.2                 |                                                                              | 地下     | 北區   |
| N03      | 北24條   |          |          | 1.2      | 0.0                 |                                                                              | 地下     | 北區   |
| N04      | 北18條   |          |          | 0.9      | 0.9                 |                                                                              | 地下     | 北區   |
| N05      | 北12條   |          |          | 0.8      | 1.7                 |                                                                              | 地下     | 北區   |
| N06      | 札幌     |          |          | 1.0      | 2.7                 | 札幌市營地下鐵：東豐線（H07） 北海道旅客鐵道：函館本線 …札幌（01）           | 地下     | 中央區 |
| N07      | 大通     |          |          | 0.6      | 3.3                 | 札幌市營地下鐵：東西線（T09）、東豐線（H08） 札幌市電：一條線 …西4丁目停留場 | 地下     | 中央區 |
| N08      | 薄野     |          |          | 0.6      | 3.9                 | 札幌市電：山鼻線 …薄野停留場                                                 | 地下     | 中央區 |
| N09      | 中島公園 |          |          | 0.7      | 4.6                 | 札幌市電：山鼻線 …山鼻9條停留場                                              | 地下     | 中央區 |
| N10      | 幌平橋   |          |          | 1.0      | 5.6                 | 札幌市電：山鼻線 …靜修學園前停留場                                           | 地下     | 中央區 |
| N11      | 中之島   |          |          | 0.5      | 6.1                 |                                                                              | 地下     | 豐平區 |
| N12      | 平岸     |          |          | 0.7      | 6.8                 |                                                                              | 地下     | 豐平區 |
| N13      | 南平岸   |          |          | 1.1      | 7.9                 |                                                                              | 高架     | 豐平區 |
| N14      | 澄川     |          |          | 1.2      | 9.1                 |                                                                              | 高架     | 南區   |
| N15      | 自衛隊前 |          |          | 1.3      | 10.4                |                                                                              | 高架     | 南區   |
| N16      | 真駒內   |          |          | 1.7      | 12.1                |                                                                              | 高架     | 南區   |

### 以往可換乘路線
- 北24條：札幌市電車鐵北線－1974年全線被廢除
  - 鐵北線來往札幌站前停留場和新琴似站前停留場，1971年南北線北24條－真駒內一段開業時，鐵北線札幌站前停留場－北24條停留場一段被廢除。在1974年鐵北線被廢除和1978年北24條－麻生一段通車前之間的時間，曾出現一段沒有鐵路連接北24條和麻生（新琴似）的真空期。
- 大通：札幌市電西4丁目線（三越前停留場）－1973年被廢除
- 薄野：札幌市電西4丁目線－1973年被廢除